# 北爱尔兰
北愛爾蘭（阿爾斯特蘇格蘭語：Norlin Airlann）是英國的組成部分，位于爱尔兰岛东北部，擁有國家、省、地區這些不同的術語稱呼。北愛爾蘭的西部和南部與愛爾蘭共和國保持著邊境開放。2021年，北愛爾蘭人口數量達到190.3萬，約佔整個愛爾蘭島人口的27%、全英國人口的3%。根據1998年《北爱尔兰法令》成立的北愛爾蘭議會負責一系列權力下放的政策事務，其他方面则由英國政府保留。北愛爾蘭政府與愛爾蘭共和國政府在《贝尔法斯特协议》條款商定的領域當中進行合作。

## 地理
在上一次冰川时期北爱尔兰几乎完全被冰雪覆盖。北爱尔兰的中心是内伊湖，面积392平方公里，是英伦三岛最大的湖。在北爱尔兰的西部还有上厄恩湖和下厄恩湖。北爱尔兰的山区产金、大理石和花岗岩。最高海拔848米。北爱尔兰的河流地区的平原非常富饶多产，丘陵地带则适合畜牧业。首府贝尔法斯特的人口佔整個北爱尔兰的三分之一，高度城市化、工业发达。

### 气候
整个北爱尔兰是温和的温带海洋性气候，西部比东部潮湿，大多数时间覆云。气候变化无常。虽然北爱尔兰有四季，但不十分分明。贝尔法斯特一月平均气温为6.5˚C，七月平均气温为17.5˚C。潮湿的气候和16、17世纪的伐木使今天的北爱尔兰大多数地区是富饶的草原。

## 歷史
1541年英王亨利八世将爱尔兰升格为王国，并同时成为爱尔兰国王。自此，英格兰政府逐渐扩大对爱尔兰的控制。经过不断的流血冲突，1603年，当九年战争结束之后，英格兰首次完全控制爱尔兰。1607年伯爵出逃事件之后，爱尔兰的盖尔贵族统治时代终结，随即詹姆士一世扩大对爱尔兰的殖民，爱尔兰北部的阿尔斯特省成为移民爱尔兰岛的大量苏格兰人和英格兰人的主要移居地，这些移民奠定日后北爱尔兰的新教徒人口的基础。17世纪时，这些新教徒移民与北爱尔兰本地的天主教徒发生严重的冲突，最终以新教徒的胜利而告终。通过刑事法，英格兰政府确立新教徒在爱尔兰全岛的政治统治地位。

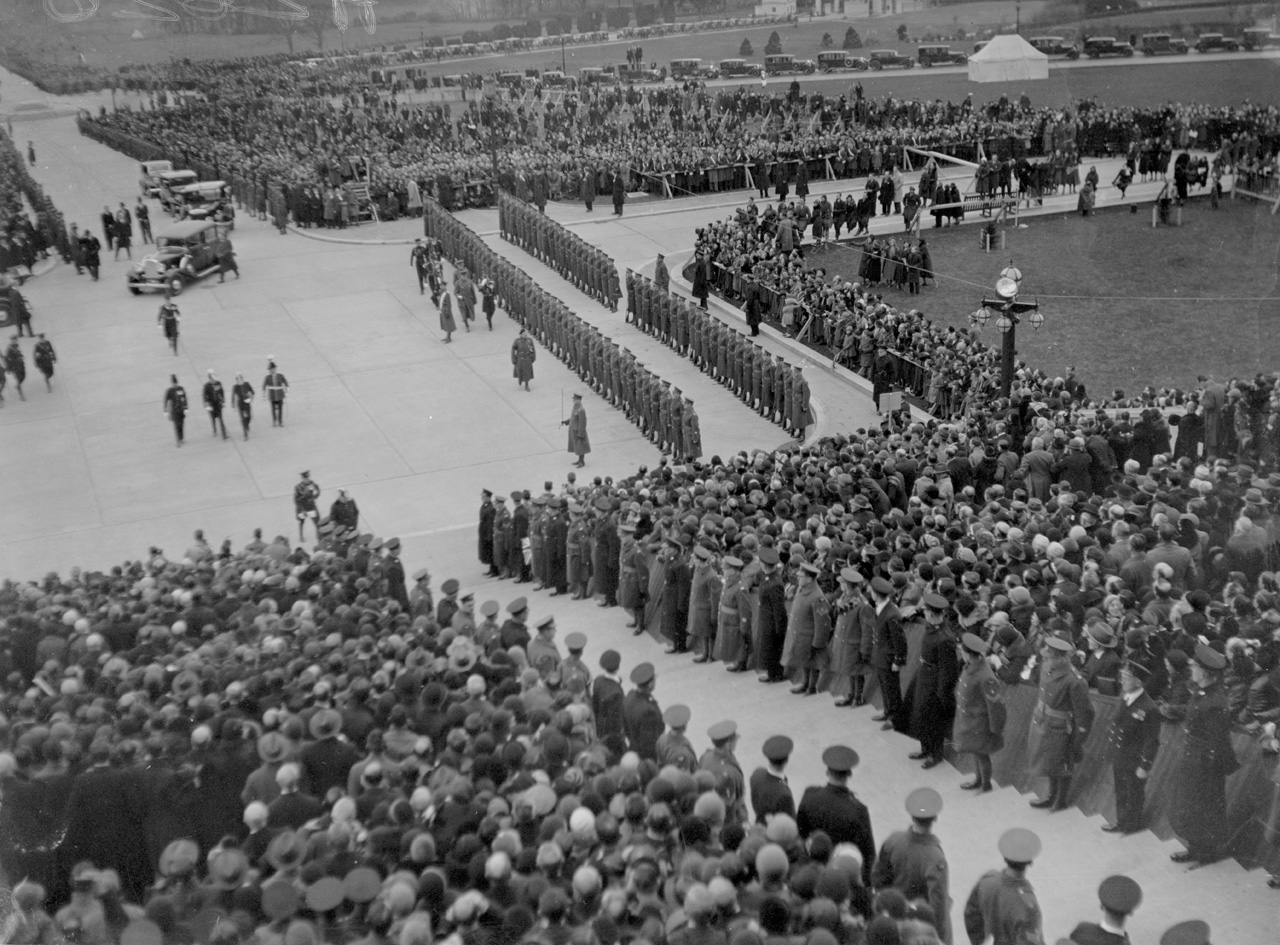
在1932年议会大厦启用典禮上的英军

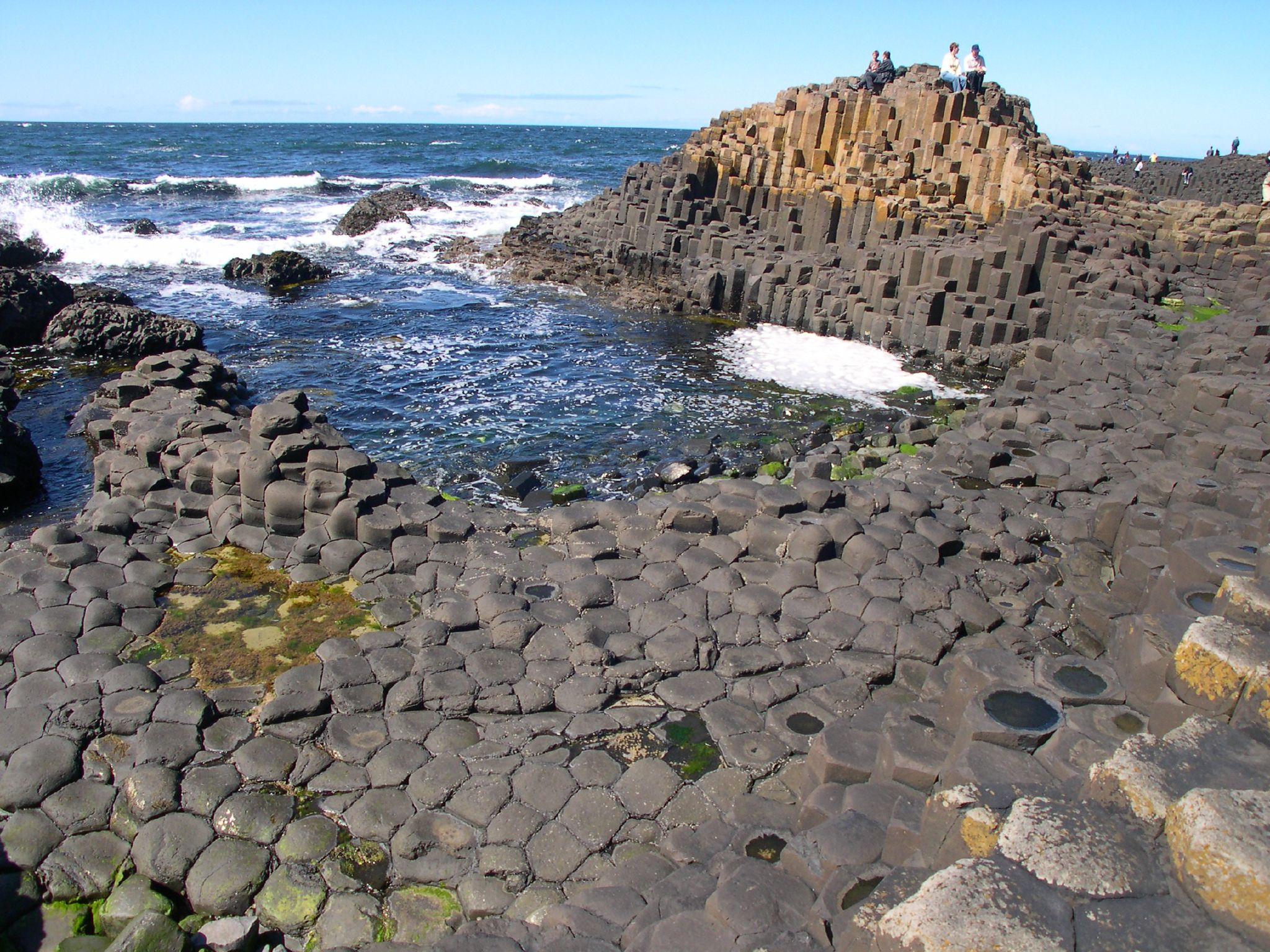
巨人之路世界遺產

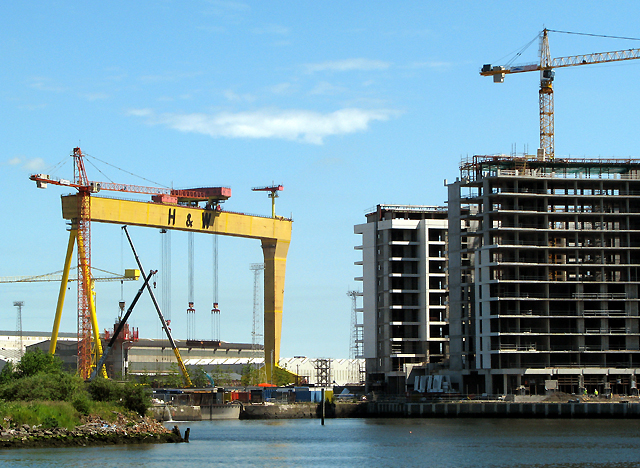
鐵達尼號的造船廠至今運作

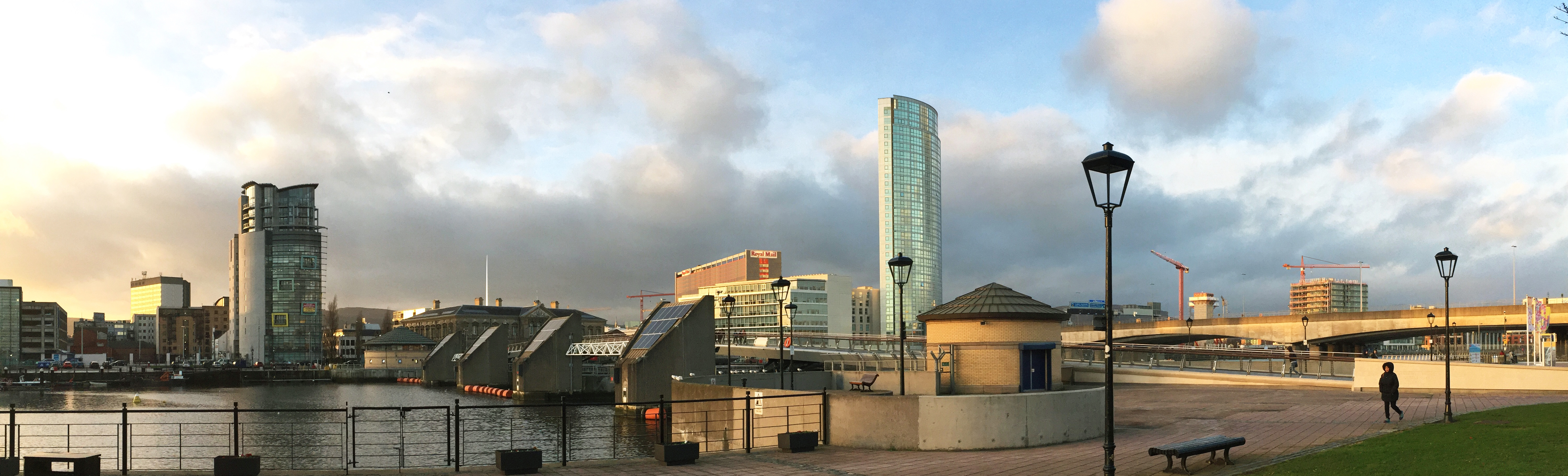
貝爾法斯特

1801年，爱尔兰被并入英国。1829年英国政府颁布天主教徒解放法，取消对爱尔兰天主教徒的歧视性政策。随着爱尔兰自治运动的开展，爱尔兰的新教徒担心爱尔兰的自治或独立将使他们成为一个天主教占多数的国家中的少数群体，因而成为联合派，主张爱尔兰继续留在联合王国之内。到了20世纪初，随着爱尔兰自治运动的日益强大，阿尔斯特省的新教徒组织阿尔斯特志愿军；作为回应，天主教徒组织爱尔兰志愿军。
在1918年的大选中，在爱尔兰，主张爱尔兰独立的新芬黨赢得73%的选票，然而在阿尔斯特9郡中新教徒占优势的6郡，新芬党都输掉选举。1920年，英国政府颁布1920年愛爾蘭政府法案，将阿尔斯特省新教徒占优的6郡组成北爱尔兰，阿尔斯特省剩下的3郡与其他3省合并成南爱尔兰。1921年，爱尔兰独立战争结束以后，根据英爱条约，爱尔兰自由邦成立，北部阿尔斯特省中的6郡成为北爱尔兰，并在条约签署后一个月内自主决定是否留在爱尔兰自由邦内，而北爱尔兰议会选择退出爱尔兰自由邦，留在联合王国之内。
大多数北爱尔兰人（联合派）希望留在英国，但一个举足轻重的少数派（民族派）希望加入爱尔兰共和国。从1960年代到1990年代两派之间的斗争武装化。1972年北爱尔兰的自治权被取消。
从1990年代中开始，两派的主要半军事组织达成一个不太可靠的停火协议。
1998年，工黨政府在北愛爾蘭和平協議簽署後同意北愛組建地方自治政府。
2002年10月14日，工黨政府宣布中止北爱地方自治政府的运作，把北爱尔兰的控制权重新收归中央政府。
2007年5月8日，民主统一黨和新芬黨達成協議後，四黨組成的联合政府宣誓就职，这意味著北爱正式恢复分权自治政府。

## 政治
大多數北愛爾蘭人屬於兩個不同的派別：聯合派或民族派。外在的媒介往往用這兩個派別的主要宗教信仰來區別它們。大多數聯合派人士是新教徒，大多數民族派人士是天主教徒。但並非所有天主教徒支持民族派，也非所有新教徒支持聯合派。與歐洲其它地區相似，在北愛爾蘭近幾十年中教徒的數目減少，但這並沒有減少兩個派別之間的分歧，這主要是政治上的分歧而非宗教分歧。
1920年北愛爾蘭成立時，它的地理位置使得那裡的聯合派為多數人。聯合派人士怕假如北愛爾蘭加入愛爾蘭的話他們的地位會受到威脅，因此他們反對加入愛爾蘭，但從此以後天主教徒的比例加大，而新教徒的比例減小。
大多數天主教徒支持與愛爾蘭合併，但民調證明也有不少人支持留在英國，雖然他們繼續支持民族黨派。在過去15年中，這個少數派人不斷減少到20%。支持與愛爾蘭合併的新教徒約為3到5%，但人數變化不大。也有不少人，尤其天主教徒，對北愛爾蘭今後地位的回答不十分明確。
雖然在新聞報導中北愛爾蘭的選舉經常被視為對北愛爾蘭地位的民意調查，但這個看法過度簡化當地的情況。選民在選舉中往往也考慮到透過選舉來提高他們自己的社會地位或加強他們的社團的力量。

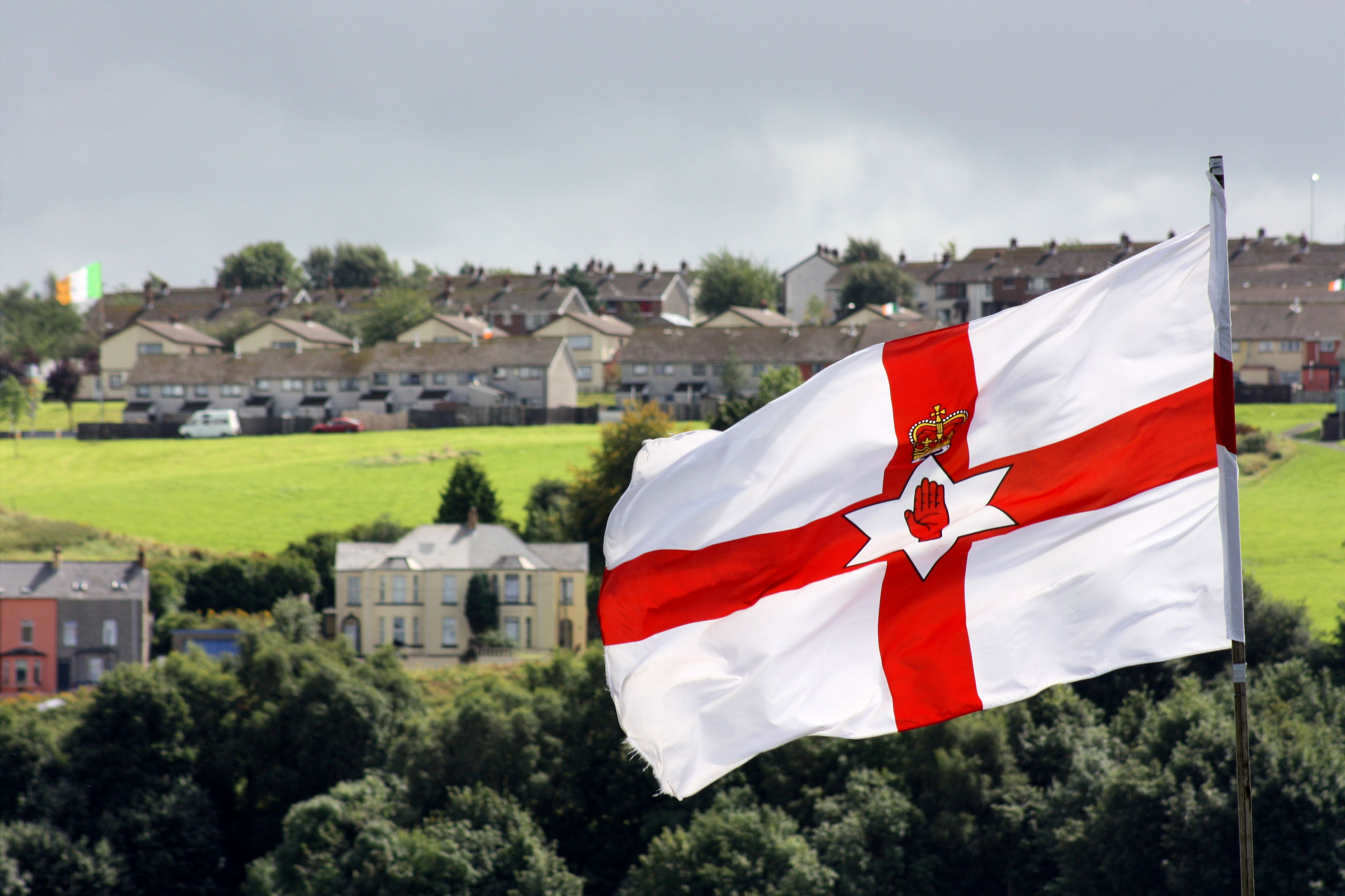
至今還有聯合派家庭懸掛紅手旗

北愛爾蘭的政黨可以分為三派：民族派的政黨有社會民主工黨（SDLP）、新芬黨和其它一些小黨；聯合派的政黨有阿爾斯特統一黨（UUP）、民主统一党（DUP）和其它一些小黨；還有少量政黨屬「其他」類別。目前聯合派佔主導地位，但新芬黨在北愛爾蘭議會中是第一大黨。
新芬黨理論上是一個極端的社會主義革命黨，它的目標是建立一個全愛爾蘭的社會主義共和國，它與愛爾蘭共和軍（IRA）有聯繫。它的選民傳統地主要來自城市裡的天主教工人階級和一些農村地區。自從1990年代中IRA停火開始它的影響力擴大很多，並從傳統的社會民主工黨選民中獲得許多新的支持者。它參與政府的經驗使它失去一些極端革命的尖角，在歐洲議會中它一般與歐洲左派/北歐綠色左派聯合陣線相連，但不是陣線中的一員。
社會民主工黨（SDLP）名義上是一個標準的社會民主黨，它是歐洲社會黨和社會黨國際的一員。但北愛爾蘭的黨派一般不基於社會階層和經濟階層的分類，選民結構是多層的，它也擁有一個中層階級的選民。社會民主工黨支持爱尔兰統一，但反对使用武力，並同意與英國合作，與英國工黨關係密切。在过去十年中工黨失去许多支持者。工黨党内目前有更加趋向新芬党的民族主义派别和放弃民族主义派别的斗争。
在联合派中有类似的趋势，比较极端並主張與英國緊密的統一黨在过去一段时间里比比较传统的更占上风。阿爾斯特統一黨（UUP）是一个超阶层的大众党派，从它建立到1972年它是北爱尔兰的执政党。从1970年代統一黨建立开始它的主要支持者是中层阶级。統一黨近年支持度下降，目前在英國下議院沒有代表。統一黨曾與意識形態相近的英國保守黨有合作關係。
北愛爾蘭民主統一黨（DUP）的成员非常複杂，它既有农村虔诚的新教徒支持者也有城市里不同宗教信仰的工人支持者。創黨人伊恩·佩斯利是長老教會牧師。民主統一黨在堕胎、死刑、欧洲联盟、女权和同性恋权利等社會議题上屬右派，比阿爾斯特統一黨和英國保守黨更保守。民主統一黨一般比较趋向于帮助它的工人和农村选民，比如老年人可以免费乘车，欧洲联盟对农业的资助等。民主統一黨在近年来获得不少支持，它是唯一一个反对受難日和平协议和支持英國脫離歐盟的大党。英國脫離歐盟前在欧洲议会中它的成员不属于任何团体，但与民主与多元欧洲比较接近。民主統一黨亦曾短暫支持保守黨，並一同合作。
近年，屬「其他」的北愛爾蘭聯盟黨開始冒起，是現時北愛議會中第三大黨。作為其他派，他們沒有明顯宗教背景，並爭取跨族羣的支持。他們的立場較為親歐盟，而且支持更自由、開放、多元的社會，與姊妹黨英國自由民主黨頗相似。
总的来说，自从北爱尔兰和平过程开始以来，新芬党和民主統一黨发展得比较快。但也有比较乐观的人认为，在欧洲联盟中北爱尔兰独立的问题会越来越不重要，由於北愛爾蘭已擁有自己的政府，加上英國政府賦予更多自治的權力，北愛尔兰目前仍會留在英國。但直到2016年的英國脫離歐盟公投，表決結果為英國退出歐盟，主張留歐的北愛爾蘭再次掀起脫離英國獨立和與愛爾蘭統一的聲浪。2017年執政聯盟解散後，於2020年才再組聯合政府。

## 國旗、國徽與國歌

红手旗，即阿尔斯特横幅，北愛爾蘭政府在1921年-1972年期間的行政区区旗

1924 年至 1973 年間使用的北愛爾蘭行政区区徽

1972年北爱尔兰议会被取消后，北爱尔兰没有正式的官方旗帜。联合派人士一般使用英国国旗或北爱尔兰过去的“红手旗”，民族派人士一般使用愛爾蘭國旗。两派人士有时也使用他们归属的党派或宗教的旗帜。一些中立组织使用圣帕特里克旗作为他们的旗帜（呈白底、紅色X十字形狀），但一些极端的民族主义者认为这也是一面保皇派的旗帜，因此至今为止没有公认的北爱尔兰的旗帜。同样北爱尔兰没有自己的國歌。在英聯邦運動會上，北爱尔兰代表隊使用愛爾蘭民謠《倫敦德里小調》，而在足球賽上則使用《天佑吾王》。

## 政府架構
- 首席部長與副首席部長
  - 次長
- 農業、環境及鄉郊事務部長
- 社會部長
- 教育部長
- 經濟部長
- 財政部長
- 衛生部長
- 基礎建設部長
- 司法部長

## 行政區劃
| 北爱尔兰行政区 | 北爱尔兰行政区 |
| -------------- | -------------- |
| 主权国家       | 英国           |
| 构成国         | 北爱尔兰       |
| 一级           | 行政区         |
| 二级           | 民政教区       |

1974年，北爱尔兰废除原来的6个郡，改设为26个自治区（相當於自治市鎮）。
- 阿兹区（Ards）
- 卡斯尔雷区（Castlereagh）
- 唐（Down）
- 北唐（North Down）
- 班布里奇（Banbridge）
- 贝尔法斯特（Belfast）
- 利斯本（Lisburn）
- 安特姆（Antrim）
- 巴利米纳（Ballymena）
- 巴利马尼（Ballymoney）
- 卡里克弗格斯（Carrickfergus）
- 拉恩（Larne）
- 莫伊尔（Moyle）
- 纽敦阿比（Newtownabbey）
- 阿马（Armagh）
- 克雷加文（Craigavon）
- 纽里-莫恩（Newry and Mourne）
- 科尔雷恩（Coleraine）
- 马拉费尔特（Magherafelt）
- 德里（Derry）
- 利马瓦迪（Limavady）
- 库克斯敦（Cookstown）
- 丹甘嫩（Dungannon）
- 奥马（Omagh）
- 斯特拉班（Strabane）
- 弗马纳（Fermanagh）

原来的6个郡（County）： 
- 唐郡（Down）
- 安特里姆郡（Antrim）
- 阿马郡（Armagh）
- 伦敦德里郡（Londonderry）
- 蒂龙郡（Tyrone）
- 弗马纳郡（Fermanagh）

## 人口及社會

### 宗教
下列是2021年英國人口普查結果：
- 基督教：79.7%
  - 天主教：42.3%
  - 其他：37.4%（以愛爾蘭長老會、聖公宗愛爾蘭教會為主，各占16.6%、11.5%）
- 其他：1.3%
- 無宗教及拒答：19%

信仰天主教者多數支持民族派政黨（即主張應與愛爾蘭共和國統一之政黨）；信仰新教（長老會、聖公宗等）者多數支持親英之聯合派政黨（即主張應繼續由英國統治之政黨）。

### 民族認同
下列是2021年英國人口普查結果：
- 不列顛人：31.9%
- 愛爾蘭人：29.1%
- 北愛爾蘭人：19.8%

## 语言
英语是北爱尔兰最常用的语言。當地的英语方言受到苏格兰语的強烈影响，在发音和用词上都与标准英语有所差別。根據受難日（貝爾法斯特協議）和平协议，爱尔兰语和苏格兰语也是北爱尔兰的官方语言。然而，联盟派人士一般对爱尔兰语比较反感，因为它使人聯想到爱尔兰共和国和尋求南北統一的新芬党。

## 文化
- 20世纪末北爱尔兰的文化成就
  - The Undertones
  - Stiff Little Fingers

## 外部連結
- 北愛爾蘭議會（页面存档备份，存于）